# Johan Henrik Hyckert
Johan Henrik Hyckert, född den 4 oktober 1807 i Stockholm , död där den 13 april 1845, var en svensk skådespelare.
Hyckert var engagerad vid Kungliga dramatiska teatern 1833–1845. Av kroppsliga lidanden och melankoli drevs han att begå självmord. Hyckerts sceniska skapelser utmärktes av självständighet, poetisk uppfattning, manerfrihet och en hög grad av natursanning. Bland hans roller har man framhållit sir Frederick Blount i Penningen av Edward Bulwer-Lytton och lord Lilburne i Natt och morgon av samma författare.